# Arturo Uslar Pietri
Arturo Uslar Pietri (Caracas, 16 maggio 1906 – Caracas, 26 febbraio 2001) è stato uno scrittore, politico, diplomatico, opinionista, giornalista, saggista, poeta e drammaturgo venezuelano, esponente di spicco del Realismo magico e della Cultura venezuelana del XX secolo.

## Biografia
Nacque a Caracas, in Venezuela, il 16 maggio del 1906 da una famiglia di origini tedesche, còrse e spagnole, dove trascorre parte della propria infanzia, prima di trasferirsi con la famiglia per la poco lontana Maracay. Esordisce qui giovanissimo come scrittore, scrivendo storie per riviste di tiratura locale e vincendo anche alcuni concorsi. Studia Scienze Politiche presso la Universidad Central de Venezuela di Caracas, poi parte per Parigi assieme ad una delegazione venezuelana; come la maggior parte degli intellettuali sudamericani del suo tempo, anche Arturo subisce il fascino della capitale francese: in essa, infatti, conosce diversi scrittori affermati e non, come il cubano Alejo Carpentier e Asturias, il celebre autore del Guatemala; il contatto con questi due esponenti del Realismo magico lo avvicina a questo genere, all'epoca particolarmente fiorente, in particolare in America Latina, terra di Borges. Nonostante gli impegni diplomatici, si dedica attivamente alla scrittura, in particolare lavorando al romanzo d'esordio Las Lanzas Coloradas, ambientato negli anni della Rivoluzione venezuelana; tornato in Venezuela, pubblica il romanzo nel 1931, riscuotendo un discreto successo.
Con la fine della dittatura di Juan Vicente Gómez, durata ben ventisette anni, in seguito alla morte del dittatore (1935), prende parte attivamente al dibattito politico, scrivendo articoli per diversi giornali, improvvisandosi opinionista, giornalista ed arrivando ad essere eletto, nel 1936, Ministro delle Finanze. Ottiene grande attenzione per un articolo datato 14 luglio 1936, nel quale incoraggia il Governo a sembrar el petróleo (seminare il petrolio), cioè ad investire nella crescita sostenibile dell'economia nazionale: in questo si rivela estremamente moderno, in quanto porta al centro del dibattito anche la questione ambientale.
Nel 1939 si sposa con Isabel Braun Kerdel, con la quale ha due figli, Arturo e Federico Uslar Braun, entrambi scomparsi prematuramente; ne ha poi un terzo, Federico Alfredo Uslar Braun, deceduto nel 2007. Nello stesso anno diventa Ministro dell'Educazione e successivamente si propone tra i fondatori del PDV (Partido Democrático Venezolano), nato nel 1944; il PDV domina la scena politica sino alla rivoluzione democratica del neo-Presidente Betancourt, che tiene il potere sino al 1964. Nel 1943 viene eletto Ministro dell'Interno, carica che deve poi abbandonare in seguito ai tumulti politici che lo costringono a riparare a New York; qui si mantiene insegnando Letteratura latinoamericana alla Columbia University.
Ritorna in Venezuela due anni dopo, ottenendo un posto da senatore nel Governo Betancourt. Nel 1963, dopo diversi anni dedicati alla stesura di vari saggi, racconti e di due romanzi, El camino de El Dorado e Un retrato en la geografía, si ripropone al centro della scena politica candidandosi alle elezioni presidenziali del 1963, vinte da Raúl Leoni, in carica sino al 1969. La sconfitta lo spinge ad abbandonare a poco a poco la Politica per dedicarsi unicamente alla Letteratura e al Giornalismo: diventa direttore del quotidiano El Nacional, una delle maggiori testate del Paese, poi ambasciatore UNESCO e nel frattempo scrive un quarto e un quinto romanzo, Estación de máscaras e Oficio de difuntos, continuando a dedicarsi alla saggistica ed improvvisandosi poeta e drammaturgo. Riprende a viaggiare per la Francia con lunghi soggiorni a Parigi. Diventa popolare anche come divulgatore televisivo per la trasmissione Valores Humanos, alla quale lavora anche come autore.
Scrive altri due romanzi, La isla de Robinsón e La visita en el tiempo, e svariati saggi, pur essendosi affermato ormai da tempo come una delle figure principali della Letteratura venezuelana. Vince il Premio Rómulo Gallegos per La visita nel 1991, pertanto lo si ricorda alla pari di Mario Vargas Llosa, Gabriel García Márquez, Carlos Fuentes, Fernando del Paso, Javier Marías e Enrique Vila-Matas, tutti grandi autori della Letteratura in lingua spagnola; l'anno prima vince il più prestigioso e ambito Premio Principe delle Asturie e riceve la Legion d'onore dal Presidente francese Mitterrand.

## Premi
- Premio Maria Moors Cabot: 1972[4]